# 切尔基佐沃市场
55°48′00″N 37°45′09″E / 55.80000°N 37.75250°E
切尔基佐沃市场（俄语：Черки́зовский ры́нок；拉丁字母轉寫：Cherkízovsky rýnok／Cherkizon），俄羅斯華人又昵稱為「一隻螞蟻市場」，是由商人捷利曼·伊斯梅洛夫於1990年代建立在俄羅斯首都莫斯科東行政區的伊兹迈洛沃区、佔地2平方（490英畝）的市集，曾經是歐洲規模最大的露天市場之一。上千名多為非法入境或逾期居留的中國和中亞移民在裡面工作和居住，全盛時期估計約有十萬多人在市場工作。莫斯科市政府於1999年已經表示取締市場的意向，直至2009年6月29日以安全衛生等理由正式查封了市場，對其進行全面清拆並銷毀大部分走私冒牌貨物。

## 恐怖襲擊
2006年8月21日，俄羅斯極右組織「救世主」（俄语：Спас）對切尔基佐沃市场發動炸彈襲擊造成14人死亡。8名組織成員於2008年5月在莫斯科市法院被定罪，分別被判監兩年至終身監禁。

## 取締
2009年6月1日俄羅斯總理弗拉基米尔·普京在政府會議中斥責官員在處理切尔基佐沃市场的走私貨問題上不力，適逢環球金融危機對俄羅斯經濟做成的負面影響，對於捷利曼·伊斯梅洛夫將從俄羅斯賺得的金錢花在興建土耳其地中海渡假酒店馬爾丹宮及開奢華派對表示震怒。
6月18日俄羅斯官方發布消息表示會銷毀裝載在六千卡貨櫃、價值約二十億美元經由灰色清关（低稅簡化報關手續）從中國進口到切尔基佐沃市场的走私冒牌貨。6月25日俄羅斯檢察局所屬的調查委員會主席亞歷山大·巴斯特雷金宣布將會取締切尔基佐沃市场。伊斯梅洛夫的好友莫斯科市長尤里·卢日科夫亦出面支持關閉市场。
6月29日，俄羅斯經貿與衛生調查局查封市場進行環境檢查，發布了全市集共有464處地點違反消防安全法、惡劣衛生條件、貨物存放的問題及幾千名寄宿僱員的起居環境，除非這些問題都得到解決否則當局不會允許市場重開。7月15日，卢日科夫市長宣布將永久關閉市場，清拆行動於九月進行。

### 查封後
由於取締行動對市場的工人和店主而言來得相當突然，令到他們一夜間失去了工作或無法將手頭上的商品賣出導致財政困難。七月尾中國方面派出了商務部副部長高虎城率領代表團到俄羅斯討論如何協助受關閉市場影響的中國商人，俄方承諾會在清拆前一段時期內設定時間表讓中國商人回到市場清理和將貨物運出境。高虎城表示中方無意反對任何打擊走私行動，但俄方應盡力讓合法經商的中國商人的損失減到最低。

## 資料來源
1. ↑  . Vedomosti. 2005-09-15  [2010-08-14] （英语）.
2. ↑  . 《俄罗斯报》.   [2010-08-16]. （原始内容存档于2020-02-03） （俄语）.
3. ↑  . Коммерсант（生意人报）. 2008-05-16  [2010-08-14]. （原始内容存档于2010-11-18） （俄语）.
4. ↑  . 星期日泰晤士報. 2009-06-28  [2010-08-14] （英语）.[]
5. 1 2  . 今日俄羅斯. 2009-06-29  [2010-08-14]. （原始内容存档于2010-07-26） （英语）.
6. ↑  . 環球時報. 2009-07-23  [2010-08-14]. （原始内容存档于2011-07-07） （英语）.
7. ↑  . 俄罗斯新闻社. 2009-07-15  [2010-08-14]. （原始内容存档于2012-10-12） （英语）.
8. ↑  . 俄罗斯新闻社. 2009-08-10  [2010-08-14]. （原始内容存档于2012-10-13） （英语）.
9. ↑  . 新華網. 2009-07-31  [2010-08-14]. （原始内容存档于2016-03-04） （英语）.
10. ↑  . 中國日報. 2009-08-06  [2010-08-14]. （原始内容存档于2020-03-17） （英语）.

## 外部連結
- . 俄羅斯新聞網.   [2010-08-16]. （原始内容存档于2010-02-14） （中文）.